# O léčivé vodě
O léčivé vodě je televizní filmová pohádka z roku 2020, kterou režíroval Ján Sebechlebský. Scénář k filmu napsal taktéž Ján Sebechlebský společně s Michalem Pusztayem. Snímek vznikl ve slovensko-české koprodukci (RTVS a ČT) a jeho vznik také podpořil Audiovizuálny fond, Ministerstvo kultury SR a SAPA.

## Děj
Příběh vypráví především o králi Jiřím, jeho bratru Filipovi, dceře Hance, Henrietě a vodní říši. Když princezna onemocní, Paní vod a pramenů, která vládne vodní říši, poskytne králi pramen léčivé vody. Léčivá voda je však určena jen pro toho, kdo ji opravdu potřebuje. Pokusí-li se někdo pramen zneužít k získání bohatství a moci, tak navždy vyschne. Díky vodě se princezna uzdraví a král vodu poskytuje potřebným. O deset let později přijede Filip se svou ženou Henrietou. Henrieta je zlá a prahne po bohatství a moci, dokonce jsou kvůli ní princezna s králem ohroženi na životě. Dobrodruh Jakub se rozhodne králi a princezně pomoci a zachrání je.

## Obsazení
| Darija Pavlovičová           | princezna Hanka, dcera krále Jiřího |
| Stella Vidanová              | 8letá Hanka                         |
| Jakub Spišák                 | Jakub                               |
| Nikolas Leo Nikodemus Středa | 14letý Jakub                        |
| Marián Mitaš                 | král Jiří                           |
| Juraj Hrčka                  | vévoda Filip, bratr krále Jiřího    |
| Zuzana Kanócz                | vévodkyně Henrieta, žena Filipa     |
| Rebeka Poláková              | Dora                                |
| Oľga Solárová                | komorní                             |
| Linda Rybová                 | Paní vod a pramenů (Vodní paní)     |
| Juraj Kemka                  | Fedor                               |
| Petr Vaněk                   | Viktor                              |
| Marián Labuda ml.            | strážný Michal                      |
| Michal Režný                 | strážný Fero                        |
| Attila Mokos                 | mlynář Jan                          |
| Anikó Vargová                | mlynářka Anna                       |
| Peter Šimun                  | doktor Albert                       |
| Marek Zelinka                | učitel tance                        |

### České znění
| Mira Štěpánová        | 8letá Hanka                      |
| Matěj Převrátil       | 14letý Jakub                     |
| Jiří Dvořák           | král Jiří                        |
| Jaroslav Plesl        | vévoda Filip, bratr krále Jiřího |
| Hana Igonda Ševčíková | Henrieta                         |
| Zuzana Ščerbová       | Dora                             |
| Vlasta Peterková      | komorní                          |
| Viktor Dvořák         | Fedor                            |
| Mojmír Maděrič        | strážný Michal                   |
| Petr Stach            | strážný Fero                     |
| Jiří Čapka            | mlynář Jan                       |
| Sabina Remundová      | mlynářka Anna                    |
| Jan Vlasák            | doktor Albert                    |

## Uvedení a přijetí
Na Slovensku premiérově snímek uvedla na Štědrý den, tedy 24. prosince 2020, RTVS na programu Jednotky. Celkem ji zhlédlo 558 tisíc diváků.
Snímek v Česku premiérově uvedla Česká televize 26. prosince 2020 na programu ČT1, stal se nejsledovanějším pořadem dne. Vidělo jej 1,855 milionu diváků starších 15 let, což je téměř polovina lidí (46 %), kteří měli toho dne zapnutou televizi a sledovalo ji 117 tisíc dětí.